# Atlético Cuauhtémoc
Atlético Cuauhtémoc fue un equipo de fútbol de México, que tuvo como sede la ciudad de Aguascalientes en el estado de Aguascalientes.

## Historia
El equipo nace el 17 de julio de 2002, cuando la Universidad Cuauhtémoc plantel Aguascalientes se interesó en contar con un equipo de fútbol de la Tercera división mexicana, el equipo fue bautizado con el nombre de Club Atlético Cuauhtémoc y empezó a jugar a partir del torneo de apertura 2002. Su fundación fue motivada por el interés que tenía la Universidad Cuauhtémoc en fomentar el desarrollo del deporte entre la comunidad estudiantil y el excelente desempeño presentado por su selección de fútbol en distintos torneos.
En el 2005 llegó a la final de la tercera división contra el América Zapata, Ricardo Arellano como juez central y Jose A. Quintero y Miguel A. Flores como asistentes, fueron quienes se desempeñaron como árbitros del encuentro. Francisco Romo sería el capitán de la escuadra universitaria en aquel título.
Para el torneo Apertura 2007 el equipo cambia su nombre a Guayaberos y su sede se traslada a la ciudad de Calvillo, Aguascalientes. El equipo fue administrado por la Universidad Cuauhtémoc y el acuerdo fue anunciado por el rector Juan Camilo Meza Jaramillo y el alcalde de Calvillo Humberto Gallegos Escobar, su nuevo estadio es el Parque Infantil Benito Juárez.

## Palmarés
- Tercera división mexicana (1): Clausura 2005